# Wiener Vorlesungen

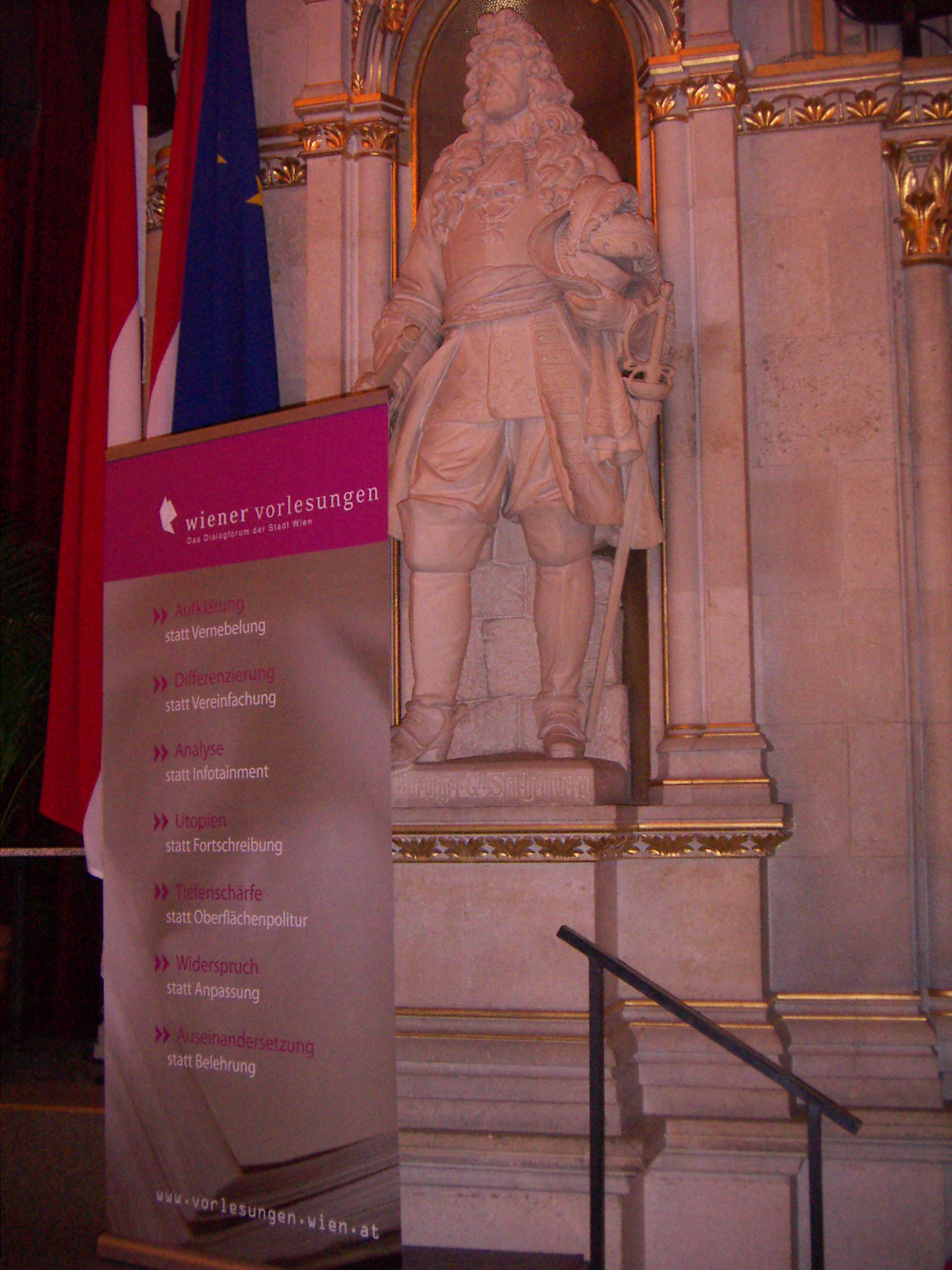
Leitsätze

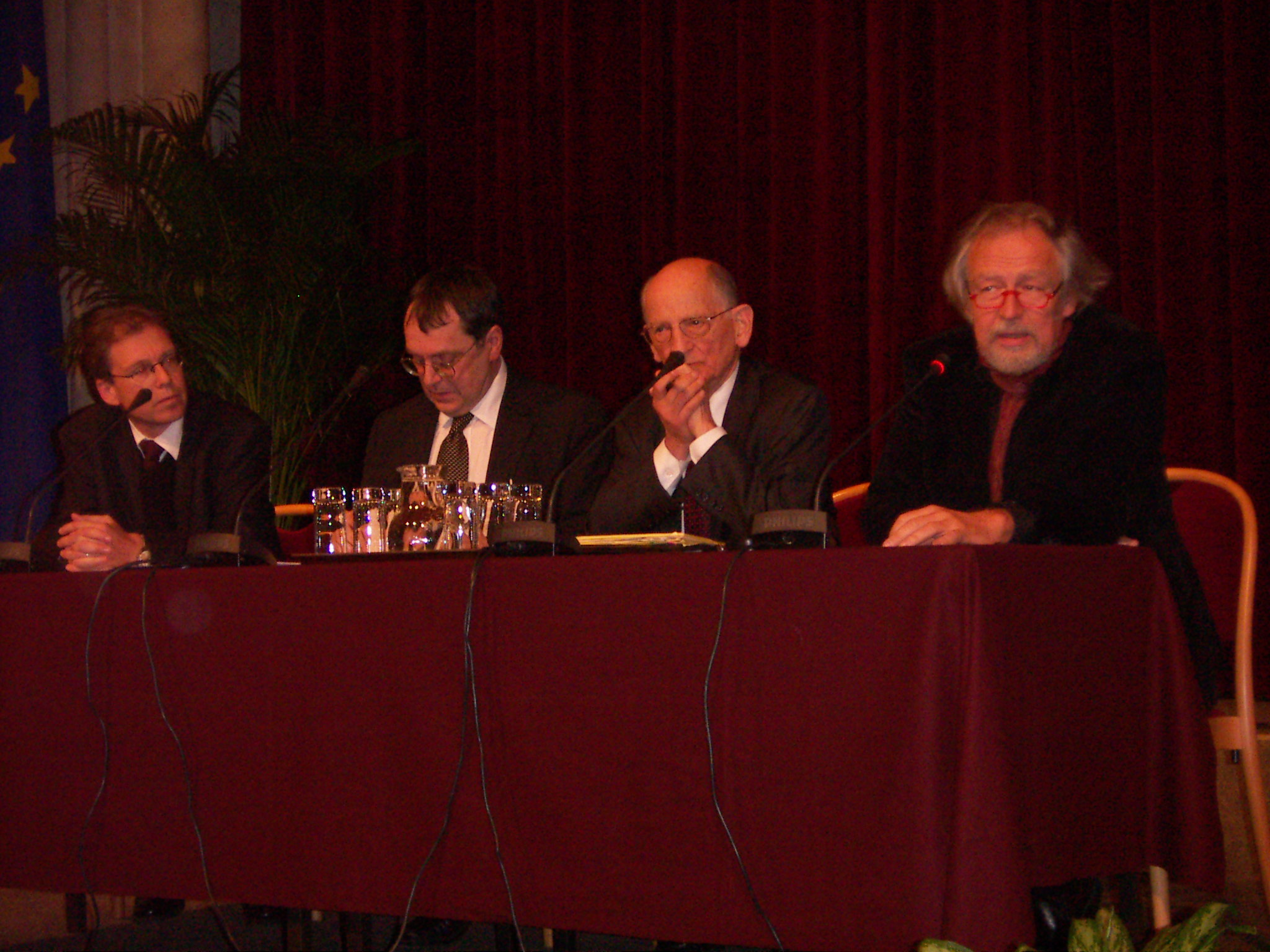
Claudius Stein, Thomas Macho, Otto F. Kernberg, Hubert Christian Ehalt, im Rathaus am 12. November 2008

Die Wiener Vorlesungen sind das Dialogforum der Stadt Wien.

## Geschichte und Zielsetzung
Die Stadt Wien hat unter der Amtsführung von Bürgermeister Helmut Zilk eine Vortragsreihe ins Leben gerufen, die sich als „Dialogforum der Stadt Wien“ mit aktuellen gesellschaftlichen Fragen aus einer explizit kritischen wissenschaftlichen Perspektive auseinandersetzt. Inspiriert wurde die Idee durch den großen Erfolg eines Vortrags des Soziologen René König am 2. April 1987 im Wiener Rathaus. Die Wiener Vorlesungen haben seit dem Frühjahr 1987 die großen politischen, wirtschaftlichen und kulturellen Veränderungen analysiert, kommentiert und kritisiert: das Ende des Ost-West-Konflikts, den Prozess der europäischen Integration, die Entwicklungen einer sich globalisierenden Welt, die Auseinandersetzung mit der jüngeren Vergangenheit, die Entwicklungen von Alltag und Kunst, die Darstellung der faszinierenden Welten innovativer und exzellenter wissenschaftlicher Erkenntnisse.
Die Wiener Vorlesungen finden in den Festsälen des Wiener Rathauses statt; oft kommen über 1000 Zuhörer zu wissenschaftlich fundierten Analysen zur politischen, gesellschaftlichen und geistigen Situation der Zeit. Die Wiener Vorlesungen gehen von einem der universitas verpflichteten Wissenschaftsverständnis aus, sie analysieren Themen interdisziplinär unter ständigem Bezug auf aktuelle und brisante Problemfelder. Es gibt daher keine fächer- oder departmentbezogene Perspektive, sondern stets eine auf die Probleme der Gesellschaft und der Welt bezogene Behandlung der Themen.
Bei über 1000 Veranstaltungen waren 3000 Vortragende aus allen Kontinenten der Welt im Wiener Rathaus, um ihre Befunde und Analysen vorzutragen. Über 500.000 Hörer haben mit den berühmtesten Denkern diskutiert.
Seit 2018 finden die Wiener Vorlesungen auch an anderen Orten in der Stadt, nicht mehr ausschließlich im Wiener Rathaus, statt. 

## Referenten
Bei den Wiener Vorlesungen waren seit 1987 bei 1000 Veranstaltungen über 3000 Vortragende aus allen Kontinenten zu Gast – von A (wie Marie Albu-Jahoda aus Essex/GB) bis Z (wie Anton Zeilinger aus Wien oder Harry Zohn aus Massachusetts/USA), u. a. Aleida Assmann (Literatur- und Kulturwissenschaftlerin), Ulrich Beck (Soziologe), Pierre Bourdieu (Soziologe), Manfred Eigen (Biochemiker, Nobelpreisträger), Maurice Godelier (Ethnologe), Jeanne Hersch (Philosophin), Niklas Luhmann (Wissenssoziologe), Jeremy Rifkin (Ökonom), Aminata Traoré (Sozialpsychologin), Jody Williams (Friedensnobelpreisträgerin) oder Jean Ziegler (Soziologie).

## Programmplanung, Organisation, Kontakt
Für die Programmplanung war von Anfang an bis 2017 der Historiker und Kulturanthropologe Hubert Christian Ehalt verantwortlich. Er hat mit seinem Team in der Kulturabteilung der Stadt Wien das Projekt kontinuierlich weiterentwickelt. Von 2017 bis 2022 war Daniel Löcker für die Programmierung der Wiener Vorlesungen zuständig. Seit Mitte 2022 verantwortet die Wienbibliothek im Rathaus die Planung der Wiener Vorlesungen.

## Wiener Vorlesungen zum Nachlesen
206 Bücher in acht Buchreihen dokumentieren die Ergebnisse dieser Vortragsreihe:
- Wiener Vorlesungen im Rathaus (Picus Verlag)
- Wiener Vorlesungen. Edition Gesellschaftskritik (Picus Verlag)
- Wiener Vorlesungen. Konservatorien und Studien (WUV / facultas bzw. Lehner Verlag)
- Wiener Vorlesungen. Forschungen (Verlag Peter Lang)
- Wiener Karl Kraus Vorlesungen zur Kulturkritik (Bibliothek der Provinz)
- Enzyklopädie des Wiener Wissens (Bibliothek der Provinz)
- Bibliothek urbaner Kultur (Bibliothek der Provinz)
- Österreich – Zweite Republik. Befund, Kritik, Perspektive (StudienVerlag)